# Figlie dello Spirito Santo (Messico)
Le Figlie dello Spirito Santo (in spagnolo Hijas del Espíritu Santo; sigla F.Sp.S.) sono un istituto religioso femminile di diritto pontificio.

## Storia
La congregazione fu fondata il 12 gennaio 1924 a San Luis Potosí dal sacerdote Félix Rougier insieme con Ana María Gómez Campos e con il consenso del vescovo Miguel María de la Mora y Mora, ordinario del luogo.
L'istituto ricevette il pontificio decreto di lode il 6 giugno 1950.

## Attività e diffusione
Le suore si dedicano all'istruzione e all'educazione della gioventù, anche attraverso i mezzi di comunicazione sociale.
Oltre che in Messico, sono presenti in Bolivia, Cile, Costa Rica e Stati Uniti d'America; la sede generalizia è a Città del Messico.
Alla fine del 2015 l'istituto contava 176 religiose in 25 case.